# It’z Icy
It’z Icy (стилизуется как IT’z ICY) — дебютный мини-альбом южнокорейской гёрл-группы Itzy. Был выпущен 29 июля 2019 года лэйблом JYP Entertainment. Альбом доступен в двух версиях: «IT’z» и «ICY» и содержит четыре трека, с заглавным треком «Icy».

## Предпосылки и релиз
В мае 2019 года стало известно, что группа готовится к летнему возвращению, однако, по словам JYP, дата не была окончательно утверждена. Позже официально подтвердив что они вернутся в июле.
Название первого мини-альбома Itzy было объявлено 10 июля под названием It’z Icy, и группа вернется 29-го числа того же месяца. Список треков альбома был опубликован 12 июля. 29 июля в 6 часов вечера официально был выпущен мини-альбом It’z Icy.

## Композиции
It’z Icy — это первый мини-альбом Itzy, в который вошли 3 новые песни, такие как «ICY», «Cherry», «It’z Summer» и ремиксованые версии ранее выпущенных дебютных синглов «Dalla Dalla» и «Want It?».
Заглавная песня «ICY» представляет из себя модную танцевальную песню в стиле хип-хопа, показывая, что другие не влияют на ITZY, чтобы быть уверенными в себе. Песня «ICY» была написана Пак Чинёном, основателем JYP Entertainment, также в написании рэпа участвовал Penomeco.

## Промоушен
International Global Media начали продвигать мини-альбом 9 июля 2019 года с помощью групповых фото-тизеров. С 14 по 18 июля были выпущены индивидуальные фото-тизеры участниц. Первый тизер музыкального видеоклипа был выпущен 24 июля. Второй и последний был выпущен на следующий день.

## Музыкальное видео
Клип на заглавный трек был выпущен в полночь того же дня. За 24 часа клип набрал 18,1 миллионов просмотров. По состоянию на март 2024 года, клип имеет более 265 миллионов просмотров на YouTube.
2 августа на официальном канале Itzy в YouTube было опубликовано видео танцевальной практики для «Icy».

## Коммерческий успех
5 августа It’z Icy дебютировал и достигал пика на 11 строчке в чарте US Billboard World Albums и на 19 строчке в Billboard Heatseekers Albums.
В Японии It’z Icy дебютировал на 12 и 32 строчках на чарте альбомов Oricon и в чарте Japan Hot Albums.It’z Icy также попал на 10 строчку в чарте цифровых альбомов Oricon.

## Трек-лист
Кредиты взяты с Apple Music.
| №                   | Название                      | Текст песни                         | Музыка | Arrangement                             | Длительность |
| ------------------- | ----------------------------- | ----------------------------------- | --- | --------------------------------------- | ------------ |
| 1.                  | «Icy»                         | J.Y. Park `The Asiansoul`, Penomeco | J.Y. Park `The Asiansoul`, Cazzi Opeia, Ellen Berg Tollbom, Daniel Caesar, Ludwig Lindell, Ashley Alisha (Joombas), Cameron Neilson, Lauren Dyson | J.Y. Park `The Asiansoul`, Lee Hae-seul | 3:11         |
| 2.                  | «Cherry»                      | Ellie Suh (153/Joombas)             | Michael Fonseca, Mac Montgomery, JAX, Dan Henig                                                                                                   | Omega & Demn                            | 3:10         |
| 3.                  | «It'z Summer»                 | JQ, Shin Sae-rom, Kako              | Poptime, Kako | Poptime, Kako                           | 3:18         |
| 4.                  | «Dalla Dalla» (DallasK Remix) | Galactika                           | Galactika, Athena | DallasK                                 | 3:11         |
| 5.                  | «Want it?» (Imad Royal Remix) | Lee Seu-ran, Tommy Park             | Emile Ghantous, Keith Hetrick, Allison Gillis. Aimee Proal, Whitney Phillips, Erin Beck                                                           | Emile Ghantous, Keith Hetrick           | 3:28         |
| Общая длительность: | Общая длительность:           | Общая длительность:                 | Общая длительность: | Общая длительность:                     | 16:18        |

## Чарты
| Чарты (2019)                        | Высшая позиция |
| ----------------------------------- | -------------- |
| Франция (SNEP)                      | 49             |
| Япония (Oricon)                     | 12             |
| Япония (Oricon)                     | 10             |
| Япония (Billboard Japan Hot Albums) | 32             |
| Республика Корея (Gaon)             | 3              |
| США Heatseekers Albums (Billboard)  | 19             |
| США World Albums (Billboard)        | 11             |

| Чарты (2019)            | Позиция |
| ----------------------- | ------- |
| Республика Корея (Gaon) | 47      |

## Победы
| Публицист | Лист                                | Песня    | Ранг | Ссылка |
| --------- | ----------------------------------- | -------- | ---- | ------ |
| MTV       | Лучшие K-pop B-сайд треки 2019 года | «Cherry» | 15   | [ 22 ] |

## История релиза
| Регион | Дата              | Формат                         | Лейбл             | Ссылка |
| ------ | ----------------- | ------------------------------ | ----------------- | ------ |
| Мир    | 29 июля 2019 года | Цифровая дистрибуция, стриминг | JYP Entertainment | [ 23 ] |